# هيلين ماك تشانغ
هيلين ماك تشانغ (بالإسبانية: Helen Mack Chang)‏ هي ناشطة حقوق الإنسان غواتيمالية، ولدت في 19 يناير 1952 في قسم ريتالهوليو في غواتيمالا.